# Carl Emmermann
Carl Emmermann (ur. 6 marca 1915 w Hamburgu, zm. 25 marca 1990 w Ahrensburgu) – oficer marynarki, Korvettenkapitän, dowódca niemieckich okrętów podwodnych w latach 1941–1945. W trakcie służby na tym stanowisku w Kriegsmarine, dowodził okrętami podwodnymi U-172 typu IXC i U-3037 typu XXI. Dowodząc pierwszym z nich, 10 października 1942 roku, przez wielokrotne storpedowanie zatopił brytyjski liniowiec pasażerski RMS „Orcades” o pojemności 23 500 BRT. Dowodząc U-172 zatopił 26 jednostek o łącznym tonażu 152 080 BRT. Kierował także 6. i 31. Flotyllą U-Bootów.
Został odznaczony Krzyżem Rycerskim z Liśćmi Dębu.

## Kariera wojskowa
Służbę w Reichsmarine rozpoczął w 1934 roku, a w marcu 1939 roku – służąc w utworzonej w 1935 roku Kriegsmarine – rozpoczął szkolenie w służbie na okrętach podwodnych, które ukończył w czerwcu 1940 roku. Od lipca do listopada 1940 roku przechodził trening w Morskiej Szkole Artyleryjskiej oraz w dywizjonie szkolnym U-Bootów 1. ULD. Od listopada 1940 do sierpnia 1941 roku sprawował funkcję 1. oficera wachtowego na U-A, następnie od września 1941 roku przechodził szkolenie w zakresie budowy okrętów podwodnych Baubelehrung, które ukończył w listopadzie 1941 roku.
5 listopada 1941 roku otrzymał swój pierwszy okręt, obejmując dowództwo U-172 typu IXC, którym kierował do 31 października 1943 roku. Odbył na nim pięć patroli bojowych, zatapiając w ich trakcie 26 jednostek o łącznym tonażu 152 080 BRT, w tym liniowiec pasażerski RMS „Orcades” o pojemności 23 500 BRT. W listopadzie 1943 roku objął dowództwo 6. Flotylli U-Bootów „Hundius”, po czym pełnił funkcję doradcy w Eksperymentalnej Grupie U-Bootów typu XXIII. Od sierpnia 1944 do marca 1945 roku sprawował funkcje szkoleniowe w FdU. 3 marca 1945 roku objął U-3037, którym dowodził do 22 kwietnia 1945 roku. Objął następnie dowództwo 31. Flotylli U-Bootów i ostatecznie Batalionu Morskiego „Emmermann”. Walczył w tej jednostce w obronie Hamburga i dowodził nią do kapitulacji w kwietniu 1945 roku. Po zakończeniu działań wojennych został uwięziony, następnie uwolniony 2 września 1945 roku. Zmarł 25 marca 1990 roku w Ahrensburgu koło Hamburga.
27 listopada 1942 roku – jako 133. w Kriegsmarine i 70. w U-Bootwaffe – został odznaczony Krzyżem Rycerskim, zaś 4 lipca 1943 roku otrzymał Liście Dębu – jako 256. w Wehrmachcie, 32. w Kriegsmarine i 25. we flocie podwodnej.